# Alpinia chinensis
Alpinia chinensis är en enhjärtbladig växtart som först beskrevs av Anders Jahan Retzius, och fick sitt nu gällande namn av William Roscoe. Alpinia chinensis ingår i släktet Alpinia och familjen Zingiberaceae. Inga underarter finns listade i Catalogue of Life.